# Linognathoides
Linognathoides – rodzaj wszy należący do rodziny Polyplacidae, pasożytujących na gryzoniach i powodujących chorobę zwaną wszawicą.
Gatunki należące do tego rodzaju nie posiadają oczu. Antena składa się z 5 segmentów z często występującym dymorfizmem płciowym. Przednia para nóg jest wyraźnie mniejsza i słabsza, zakończona słabym pazurem. Środkowa i tylna para nóg wyraźnie większa od przedniej pary. 
Linognathoides stanowią rodzaj składający się obecnie z 11 gatunków:
- Linognathoides baibacinae (Blagoveshtchensky, 1965)
- Linognathoides citelli (Cummings, 1916)
- Linognathoides cynomyis (Kim, 1986)
- Linognathoides faurei
- Linognathoides laeviusculus
- Linognathoides marmotae
- Linognathoides palaearctus (Olsoufjev, 1938)
- Linognathoides pectinifer
- Linognathoides relictus (Dubinin, 1948)
- Linognathoides schizodactylus (Gerwel, 1954)
- Linognathoides traubi (Rubin, 1946)